# Decma birmanica
Decma birmanica är en insektsart som först beskrevs av Bei-bienko 1971.  Decma birmanica ingår i släktet Decma och familjen vårtbitare. Inga underarter finns listade i Catalogue of Life.